# Pedani Segon
Pedani Segon (en llatí Pedanius Secundus) va ser un magistrat romà del segle i.
Era praefectus urbi en el regnat de l'emperador Neró i va ser assassinat per un dels seus propis esclaus.